# Starshine Legacy
Starshine Legacy är en spelserie släppt runt år 2005 bestående av fyra spel producerade av Hidden Entertainment och Pixel Tales för Polluxklubbens räkning.
Onlinespelet Star Stable Online är främst utformat efter Starshine Legacy och de andra Starstable-spelen

## Handling
De fyra spelen handlar om tonårsflickorna Linda, Lisa, Alex och Anne som bor på ön Jorvik. Det finns också böcker om Star Stable, som handlar om Linda, Lisa, Alex, och Anne. Det de alla har gemensamt är kärleken till hästarna, och Jorviks Ridskola. Men då mörkrets krafter reser sig visar det sig att var och en av flickorna har en egen, kosmisk förmåga. Lisa kan hela skador, Linda ser visioner och profetior, Anne kan öppna portar till dimensionen Pandoria och Alex har en offensiv kraft som stoppar upp allt i hennes väg. Tillsammans med deras hästar måste flickorna rädda sin ö innan den ondskefulle Mr Sands tillsammans med Jessica, Sabine och Katja lyckas återuppliva Garnok, ett mystiskt och förödande monster. Spelet innehåller 4 episoder. 